# Vigil Games
Vigil Games – amerykański producent gier komputerowych z siedzibą w Austin w Teksasie. Zostało założone w 2005 roku przez Joego Madureira i Davida Adamsa, czyli byłych pracowników firmy NCsoft. W 2006 roku zostało przejęte przez THQ.
Pierwsza gra Vigil Games trafiła do sprzedaży w 2010 roku i była to gra Darksiders, która została wydana na PC, PlayStation 3 i Xbox 360. Po sukcesie pierwszej odsłony gry, w 2012 roku do sprzedaży trafił Darksiders 2. W wyniku bankructwa prawa do marki Darksiders trafiły do Nordic Games, a Vigil Games zostało zamknięte.
David Adams po zamknięciu Vigil Games założył drugie studio Gunfire Games, Joe Madureira trafił do Airship Syndicate.

## Produkty
| Tytuł                                    | Data wydania     | Platforma                                         |
| ---------------------------------------- | ---------------- | ------------------------------------------------- |
| Darksiders                               | 5 stycznia 2010  | Microsoft Windows, Xbox 360, PlayStation 3        |
| Darksiders 2                             | 14 sierpnia 2012 | Microsoft Windows, Xbox 360, PlayStation 3, Wii U |
| Warhammer 40,000: Dark Millennium Online | ANULOWANA        | Microsoft Windows                                 |